# Carlo Ricci
Carlo Ricci (fl. XX secolo) è stato un calciatore italiano, di ruolo attaccante.

## Carriera
Con la Lucchese disputa 16 gare nei campionati di Prima Divisione 1921-1922 e Prima Divisione 1922-1923. Milita nella Lucchese fino al 1927.